# Pontelungo (Vidigulfo)
Pontelungo, anticamente scritto anche come Ponte Lungo o Ponte Longo, è una frazione del comune di Vidigulfo posta a sudovest del centro abitato, verso Gualdrasco.

## Storia
La località fu contesa nel Medioevo fra Pavia e Milano, venendo alla fine sottoposta a quest'ultima, all'interno del Vicariato di Binasco. Dopo un lunghissimo periodo di autonomia municipale durato secoli, e dopo un primo tentativo risalente al governo dell'imperatrice Maria Teresa ma subito revocato, il governo austriaco annesse il comune a Vidigulfo col decreto governativo del 4 aprile 1842, n°6822/1236.